# Paroedura androyensis
Paroedura androyensis är en ödleart som beskrevs av Grandidier 1867. Paroedura androyensis ingår i släktet Paroedura och familjen geckoödlor. IUCN kategoriserar arten globalt som sårbar. Inga underarter finns listade i Catalogue of Life.